# Championnat des Maldives de football 2020-2021
Navigation
Saison précédente Saison suivante
La saison 2020-2021 du Championnat des Maldives de football est la soixante-neuvième édition du championnat national aux Maldives.
C’est le club de Maziya SRC, qui est sacré cette saison après avoir terminé en tête du classement final. Il s'agit du troisième titre de champion des Maldives de l'histoire du club.

## Déroulement de la saison
La saison devait commencer en juin 2020 mais à cause de la pandémie de Covid-19 elle est repoussée en décembre. Initialement le championnat devait se dérouler avec 10 participants, les huit équipes de la saison passée et deux équipes promues. Mais à cause du report de la compétition seulement huit équipes participent au championnat. Faafu Nilandhoo et Shaviyani Foakaidhoo sont reversés en deuxième division, les promus sont Club Valencia et Super United Sports.
Le championnat devait se dérouler sur trois tours, mais le 30 mai 2021 la fédération décide de ne jouer que deux tours.

## Compétition
Le barème de points servant à établir le classement se décompose ainsi :
- Victoire : 3 points
- Match nul : 1 point
- Défaite : 0 point

### Première phase
| Rang | Équipe              | Pts | J  | G  | N | P | Bp | Bc | Diff |
| ---- | ------------------- | --- | -- | -- | - | - | -- | -- | ---- |
| 1    | Maziya SRC T        | 34  | 14 | 10 | 4 | 0 | 34 | 6  | +28  |
| 2    | Club Valencia       | 25  | 14 | 7  | 4 | 3 | 21 | 9  | +12  |
| 3    | Club Green Streets  | 19  | 14 | 5  | 4 | 5 | 13 | 16 | -3   |
| 4    | Club Eagles         | 17  | 14 | 4  | 5 | 5 | 15 | 20 | -5   |
| 5    | Da Grande SC        | 16  | 14 | 4  | 4 | 6 | 17 | 25 | -8   |
| 6    | Super United Sports | 15  | 14 | 3  | 6 | 5 | 9  | 18 | -9   |
| 7    | TC Sports Club      | 13  | 14 | 3  | 4 | 7 | 11 | 19 | -8   |
| 8    | United Victory      | 12  | 14 | 3  | 3 | 8 | 20 | 26 | -6   |

|  | Qualification pour la Coupe de l'AFC                         |
|  | Qualification pour le tour préliminaire de la Coupe de l'AFC |
|  | T : Tenant du titre                                          |

## Bilan de la saison
| Championnat des Maldives de football 2020-2021 |                                   |
| Champion                                       | Maziya SRC (3e titre)             |
| Coupes et trophées                             |                                   |
| Vainqueur de la Coupe des Maldives 2020-2021   | non disputée                      |
| Qualifications continentales                   |                                   |
| Coupe de l'AFC 2022                            | Maziya SRC                        |
| Coupe de l'AFC 2022                            | Club Valencia (tour préliminaire) |
| Promotions et relégations                      |                                   |
| Promus en Dhivehi League                       |                                   |
| Relégués                                       | aucun                             |